# П'ятихатське родовище вогнетривких глин
П'ятихатське родовище вогнетривких глин — знаходиться за 5 км від ст. П'ятихатки Дніпропетровської обл. Представлене трьома ділянками — Східною, Західною і Північною.
Площа складає 148 га, ще 3 га складають відвали
Родовище розробляється з 1932 року. Запаси ділянки оцінюються у понад 18 мільйонів тон глин. Західну ділянку у 2003—2013 роках розробляло ТОВ «Нерудбудпром».
Вогнетривкі глини каолінітового типу належать до полтавської серії неогену і залягають у вигляді окремих лінз серед дрібнозернистих кварцових пісків. Потужність пласта вогнетривкої глини 4-7 м. Найкращі різновиди глин — сірі і темно-сірі, іноді майже чорні, середньо пластичні. Вогнетривкість 1670—1730 °C.
Глини з родовища поставляються на машинобудівні та металургійні підприємства. З них виробляють вогнетривку кераміку.